# Giulia Rizzi
Giulia Rizzi (Údine, 20 de junio de 1989) es una deportista italiana que compite en esgrima, especialista en la modalidad de espada.
Participó en los Juegos Olímpicos de París 2024, obteniendo una medalla de oro en la prueba por equipos (junto con Rossella Fiamingo, Alberta Santuccio y Mara Navarria).
En los Juegos Europeos de Bakú 2015 obtuvo una medalla de bronce en la prueba por equipos. Ganó dos medallas en el Campeonato Europeo de Esgrima, en los años 2024 y 2025.

## Palmarés internacional
| Juegos Olímpicos   | Juegos Olímpicos  | Juegos Olímpicos  | Juegos Olímpicos   |
| Año                | Lugar             | Medalla           | Prueba             |
| ------------------ | ----------------- | ----------------- | ------------------ |
| 2024               | París (Francia)   | Medalla de oro    | Espada por equipos |
| Juegos Europeos    |                   |                   |                    |
| Año                | Lugar             | Medalla           | Prueba             |
| 2015               | Bakú (Azerbaiyán) | Medalla de bronce | Espada por equipos |
| Campeonato Europeo |                   |                   |                    |
| Año                | Lugar             | Medalla           | Prueba             |
| 2024               | Basilea (Suiza)   | Medalla de oro    | Espada por equipos |
| 2025               | Génova (Italia)   | Medalla de bronce | Espada por equipos |